# Helen Terry
Helen Terry (* 25. května 1956) je britská zpěvačka. Jako doprovodná vokalistka spolupracovala například se skupinou Culture Club, a to již od prvního alba Kissing to Be Clever z roku 1982 (zpívala například i v hitu s názvem „Time (Clock of the Heart)“). Svou sólovou kariéru zahájila v roce 1984 singlem „Love Lies Lost“ pro vydavatelství Virgin Records. Své první a jediné sólové album nazvané Blue Notes vydala v roce 1986 a vedle jiných písní se na něm nachází coververze skladby „Close Watch“ od velšského hudebníka a skladatele Johna Calea. Později působila jako filmová a televizní producentka.